# 向山恭一
向山 恭一（さきやま きょういち、1964年7月12日 - ）は、日本の政治学者。専門は、政治理論。新潟大学教育学部･創生学部教授。

## 来歴
兵庫県生まれ。慶應義塾大学法学部政治学科卒業。慶應義塾大学大学院法学研究科博士課程政治学専攻単位取得退学。法学博士。新潟大学教育学部助手、助教授を経て、新潟大学教育学部･創生学部教授
。

## 著書

### 単著
- 『対話の倫理――ヘテロトピアの政治に向けて』（ナカニシヤ出版、2001年）ISBN 4888486336

### 共著
- （初谷良彦・宮原辰夫・石上泰州）『概説デモクラシーと国家』（成文堂、1996年）ISBN 4-7923-3127-7

### 訳書
- ジグムント・バウマン『立法者と解釈者――モダニティ・ポストモダニティ・知識人』（昭和堂、1995年） ISBN 9784812295083
- エイミー・ガットマン編『マルチカルチュラリズム』（岩波書店、1996年／岩波モダンクラシックス, 2007年）ISBN 9784000271479
- S・K・ホワイト『政治理論とポスト・モダニズム』（昭和堂、1996年）ISBN 9784812296011
- C・ウルフ, J・ヒッティンガー編『岐路に立つ自由主義――現代自由主義理論とその批判』（ナカニシヤ出版、1999年）ISBN 9784888484879
- ウィリアム・ロウ, ヴィヴィアン・シェリング『記憶と近代――ラテンアメリカの民衆文化』（現代企画室、 1999年）ISBN 978-4-7738-9908-5
- マイケル・ウォルツァー編『グローバルな市民社会に向かって』（日本経済評論社、2001年）ISBN 978-4-8188-1372-4
- セイラ・ベンハビブ『他者の権利――外国人・居留民・市民』（法政大学出版局, 2006年）ISBN 978-4-588-62220-5